# Dick Higgins
Dick Higgins (ur. w 1938 w Cambridge, zm. w 1998) – amerykański artysta intermedialny.
Poeta, kompozytor i teoretyk sztuki, grafik, twórca happeningów. Jeden z założycieli grupy Fluxus. Twórca terminu  intermedia, odnoszącego się do twórczości z pogranicza muzyki, plastyki czy literatury. W swojej twórczości zainteresowany formami rozbijającymi pozorne granice pomiędzy sztukami. Szczególnie zainteresowany poezją wizualną.
Higgins urodził się w Cambridge w Anglii. Jak wielu artystów Fluxusu, studiował kompozycję wraz z Johnem Cage'em. Poślubił artystkę Alison Knowles w 1960 r. Założył wydawnictwo Something Else Press w 1963 r., w którym publikowano wiele ważnych tekstów artystów takich jak m.in.: Gertrude Stein, Marshal McLuhan, Emmett Williams, Claes Oldenburg, George Brecht, Daniel Spoerri, Diter Rot, Wolf Vostell, Bern Porter, Ray Johnson, Ken Friedman i innych. Jego córka, Hannah Higgins jest autorką książki Fluxus Experience, będącej autorytatywną pozycją dot. ruchu Fluxus. Jej siostra bliźniaczka, Jessica Higgins, jest również artystką intermedialną, tworzącą w Nowym Jorku.
Higgins wynalazł termin intermedia, aby opisać swoje artystyczne dokonania, definiując je w 1965 r. w swoim eseju o tej samej nazwie, opublikowanym w Something Else Newsletter (choć wynalezienie terminu, w tym samym eseju, przypisuje Samuelowi Taylorowi Coleridge-owi). Najbardziej znanymi osiągnięciami są: sukces Danger Music, oraz wprowadzenie do użycia terminu Intermedia jako definicji nieopisanych wcześniej, interdyscyplinarnych zdarzeń w sztuce, popularnych w latach 60. XX w. Był prekursorem użytkowania komputera jako narzędzia do tworzenia sztuki marketingowej, datowanej w połowie lat 60. XX w. Opublikował czterdzieści siedem książek, w tym tłumaczenie książki Giordano Bruno "On the Composition of Signs and Images", które mogło być uważane za wczesny tekst o multimediach. "The Book of Love & War & Death", opublikowana w 1972 r. była wynikiem przypadku, ponieważ cały tekst został wygenerowany przez komputer. We wprowadzeniu Higgins opisuje FORTRAN IV, czyli program do tworzenia przypadkowych linijek tekstu w jednym z wersów frazesu. "A Dialectic of Centuries: Notes towards a Theory of the New Arts" zebrane w wielu jego esejach i pracach teoretycznych w 1976 r. Higgins również był założycielem "Unpublished Editions", które zmieniły później nazwę na "Printed Editions".
Zmarł na zawał serca w trakcie uczestnictwa w imprezie w Quebec w Kanadzie.
Wydawnictwa w języku polskim:
- Czternaście tłumaczeń telefonicznych dla Steave’a McCaffery, Kłodzko, 1987
- Nowoczesność od czasu postmodernizmu oraz inne eseje, Wyd. słowo/obraz terytoria, Gdańsk 2000, ISBN 83-87316-68-7.